# David Norris (político)
David Patrick Bernard Norris (Léopoldville, 1 de julio de 1944), además de ser un intelectual famoso de Irlanda, es senador independiente, activistas de los derechos civiles y de la legislación sobre la homosexualidad en el mundo. En el plano internacional, a Norris se le atribuye haber logrado cancelar la ley contra la homosexualidad a la caída de Oscar Wilde, hazaña que logró en 1988 después de una campaña de catorce años. Se le atribuye también ser el único responsable de la rehabilitación de James Joyce, escritor y poeta rechazado por el público irlandés.
David Norris es un profesor universitario y ex miembro del Parlamento irlandés, Seanad Éireann en servicio desde 1987. Es la primera persona abiertamente homosexual en ser elegida para un cargo público en Irlanda. Además de ser el fundador de la campaña por la reforma de la ley homosexual, es también uno de los líderes de la iglesia irlandesa.
Fue candidato a la presidencia de Irlanda en las elecciones de octubre de 2011. La solicitud fue aprobada por el escritor británico Norris y el actor Stephen Fry, quien dijo que "Irlanda no podría tener un presedente más inteligente, apasionado y dedicado Norris". Superó numerosas encuestas de opinión y fue uno de los favoritos de público irlandés cadidati, pero se retiró de la carrera los meses previos a las elecciones que regresaron "en septiembre de 2011.

## Pulse
- Becas del Consejo de Europa para viajes
- Premio Walter Harris Wormser
- Fundación de Becas de Inglés Literatura y Lenguaje
- Premio Europeo de Derechos Humanos